# Châtillon-le-Duc
Châtillon-le-Duc – miejscowość i gmina we Francji, w regionie Burgundia-Franche-Comté, w departamencie Doubs.
Według danych na rok 1990 gminę zamieszkiwało 1568 osób, a gęstość zaludnienia wynosiła 250 osób/km² (wśród 1786 gmin Franche-Comté Châtillon-le-Duc plasuje się na 101. miejscu pod względem liczby ludności, natomiast pod względem powierzchni na miejscu 703.).